# Синусовая тахикардия
Си́нусовая тахикарди́я (СТ) — форма наджелудочковой тахиаритмии, характеризующаяся ускоренным синусовым ритмом (т.е. ритмом синусового узла) с частотой сердечных сокращений более 100 в минуту (у взрослых). Сердце не наполняется в полной мере кровью, возникает нарушение кровотока. СТ является наиболее распространённой разновидностью аритмии.

## Этиология
Различают физиологическую и патологическую синусовую тахикардию. Диагностическое и прогностическое значение синусовой тахикардии определяется конкретной ситуацией, при которой она возникает. 
Физиологическая СТ возникает в ответ на физическую нагрузку, стресс. Так, синусовая тахикардия является нормальным ответом сердечно-сосудистой системы на физическую нагрузку, психоэмоциональный стресс, употребление кофеина (крепкий чай, кофе, энергетические напитки). В этих случаях синусовая тахикардия носит временный характер и, как правило, не сопровождается неприятными ощущениями. Восстановление нормальной частоты сердечных сокращений происходит вскоре после прекращения действия факторов, вызывающих тахикардию.
Клиническое значение имеет синусовая тахикардия, сохраняющаяся в покое. Нередко она сопровождается неприятными ощущениями «сердцебиения», чувством нехватки воздуха, хотя некоторые больные могут не замечать увеличения ЧСС. Причинами такой тахикардии могут быть как экстракардиальные факторы, так и собственно заболевания сердца.
Причиной патологической СТ могут быть: 
- Гипоксия (кровопотеря, анемия)
- Гипотония
- Гиповолемия
- Повышение температуры (системная инфекция, воспаление)
- Приём адренергических препаратов
- Тиреотоксикоз
- Кардиомиопатия с нарушением функции левого желудочка

К числу экстракардиальных факторов, вызывающих синусовую тахикардию, относятся:
- гипертиреоз;
- лихорадка;
- острая сосудистая недостаточность;
- дыхательная недостаточность;
- анемии;
- некоторые варианты нейроциркуляторной дистонии, сопровождающиеся активацией симпатоадреналовой системы;
- применение некоторых лекарственных препаратов (симпатомиметиков, эуфиллина, кофеина, периферических вазодилататоров, блокаторов медленных кальциевых каналов и т. д.).

Интракардиальные факторы. Возникновение синусовой тахикардии у больных с заболеваниями сердца в большинстве случаев (хотя и не всегда) свидетельствует о наличии сердечной недостаточности или дисфункции левого желудочка. В этих случаях прогностическое значение синусовой тахикардии может быть достаточно серьёзным, поскольку она отражает реакцию сердечно-сосудистой системы на снижение фракции выброса или клинически значимые нарушения внутрисердечной гемодинамики.
Наиболее частыми причинами интракардиальной формы синусовой тахикардии являются:
- хроническая сердечная недостаточность;
- инфаркт миокарда;
- тяжелый приступ стенокардии у больных ИБС;
- острый миокардит;
- кардиомиопатии и др.[3]

## ЭКГ признаки
Для синусовой тахикардии характерно: 
1. увеличение ЧСС больше 100 в мин
2. сохранение правильного синусового ритма;
3. положительный зубец P в отведениях I, II, aVF, V4-V6;
4. при выраженной СТ:

- наблюдается укорочение интервала P-Q(R)(но не меньше 0.12 с) и продолжительность интервала Q-T,
- увеличение амплитуды P в отведениях I, II, aVF,
- увеличение или снижение амплитуды зубца T,
- косовосходящая депрессия сегмента RS-T (но не более 1,0 мм ниже изолинии)

## Лечение
Чаще всего требуется диагностика и лечение заболевания, вызвавшего синусовую тахикардию. Купирование самой СТ показано только при появлении признаков ишемии миокарда или острого коронарного синдрома. При этом замедляют сердечный ритм β-адреноблокаторами.